# ルイージ・エイナウディ
ルイージ・エイナウディ（伊: Luigi Einaudi、1874年3月24日 - 1961年10月30日）は、イタリアの経済学者、政治家。
共和国大統領（第2代）、閣僚評議会副議長（副首相）兼予算大臣、元老院議員、イタリア銀行総裁、トリノ大学教授を歴任。
イタリアの大手出版社、エイナウディ出版社の創立者ジュリオ・エイナウディ（en）はルイージの息子にあたり、イタリア政府音楽大使でピアニストのルドヴィコ（en）は孫にあたる。

## 概要
ピエモンテ州クーネオ県カッル出身。1895年トリノ大学卒業。1902年より母校財政学教授。古典的自由主義の立場を取り、多くの著作を発表した。
1919年上院議員となる。政治家としても自由主義を貫き、ファシズムを猛烈に批判した。第二次世界大戦中の1943年、一時スイスに亡命した。1945～48年にかけてイタリア中央銀行総裁を務め、1947年にはデ・ガスペリ内閣の副首相・予算大臣も兼務した。金融引き締め政策で通貨リラの安定を図り、戦後の経済復興の足がかりを作った。
1948年、初めて行われた大統領選挙で当選、第2代大統領となり、1955年までこれを務めた。
彼の設立したワイナリーにもその名が冠されている。